# Arakan Army

Fahne der Arakan Army

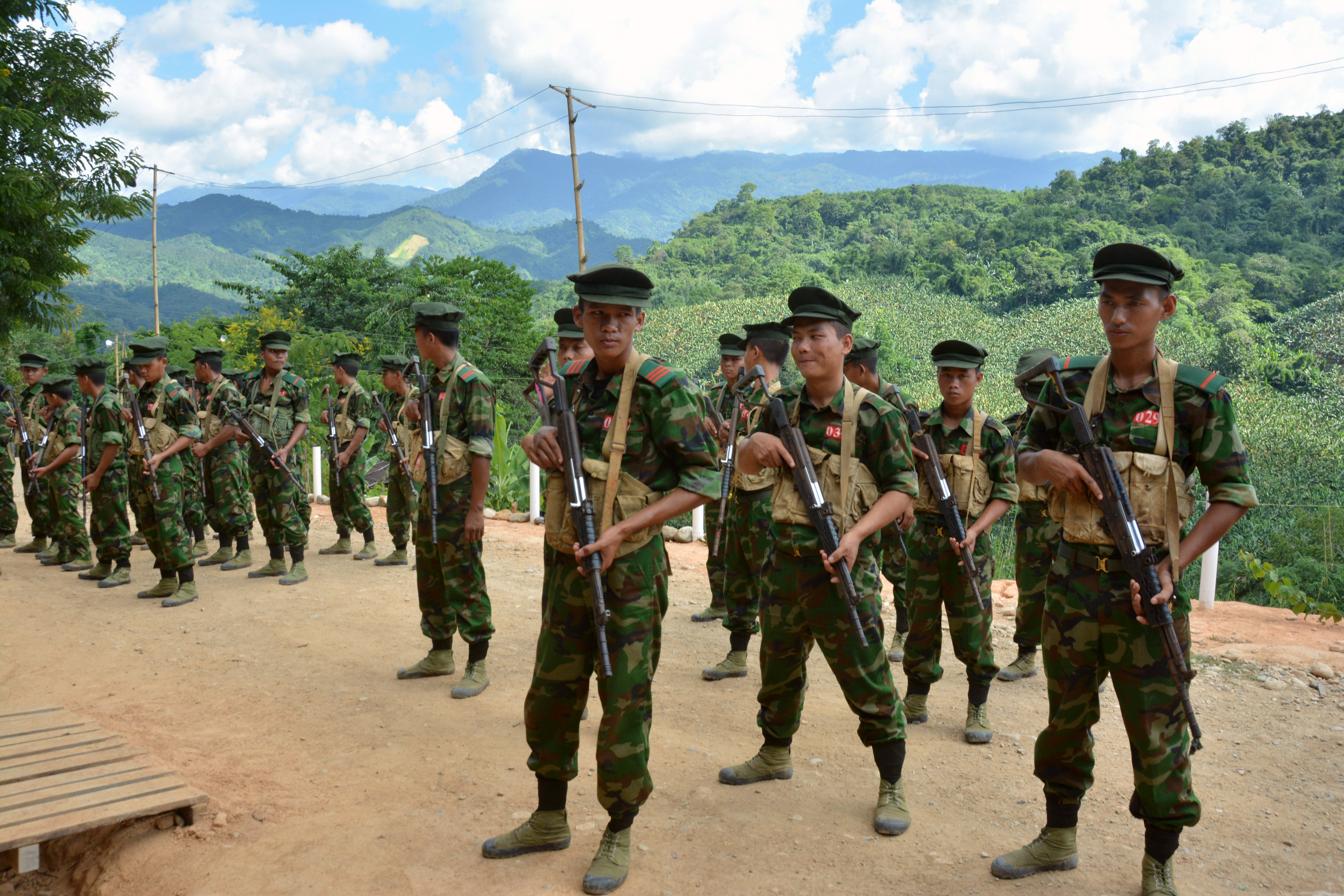
Rekruten der KIA im Oktober 2016

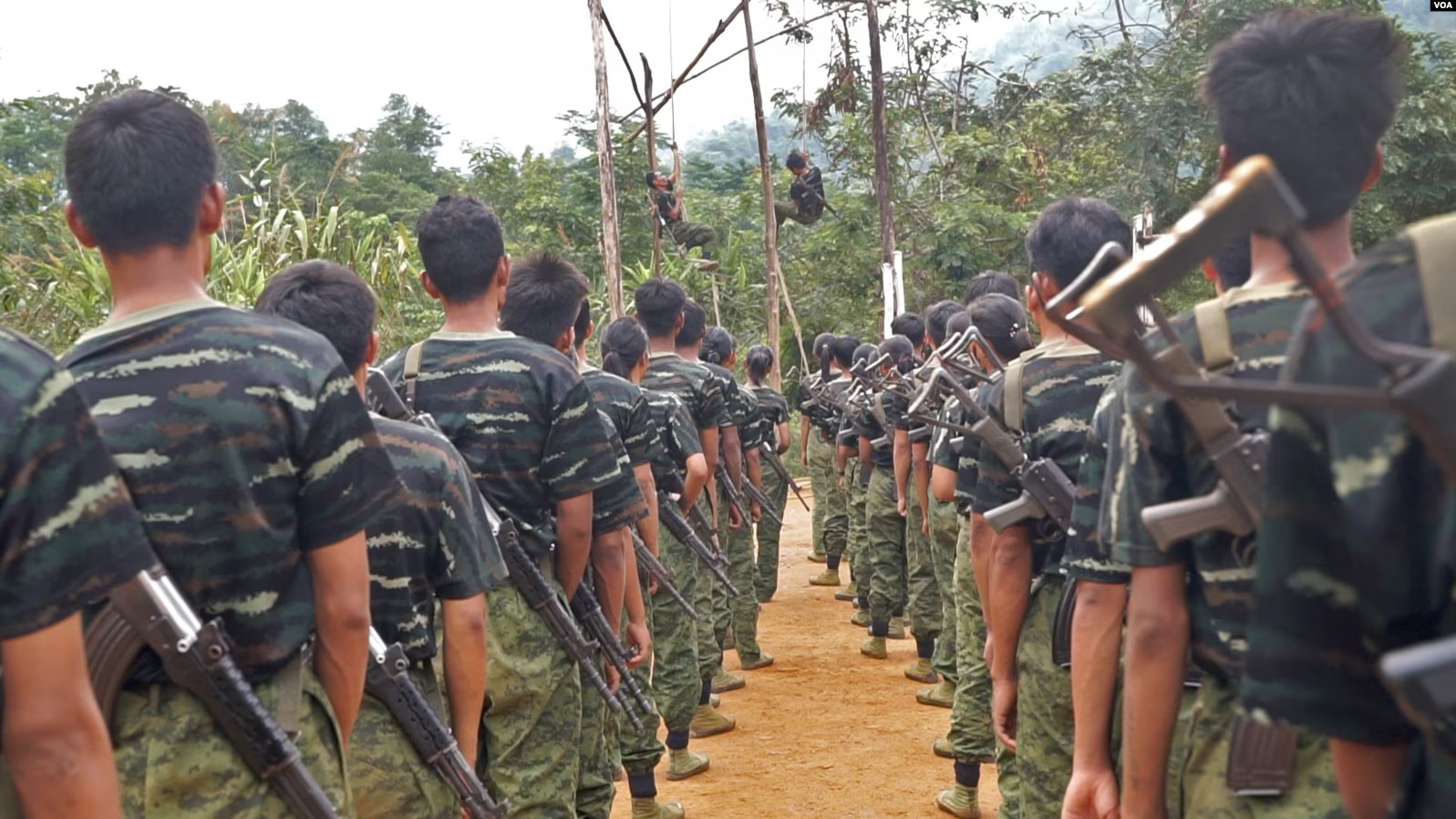
Mitglieder der Arakan Army im Trainingslager der Kachin Independance Army in Laiza

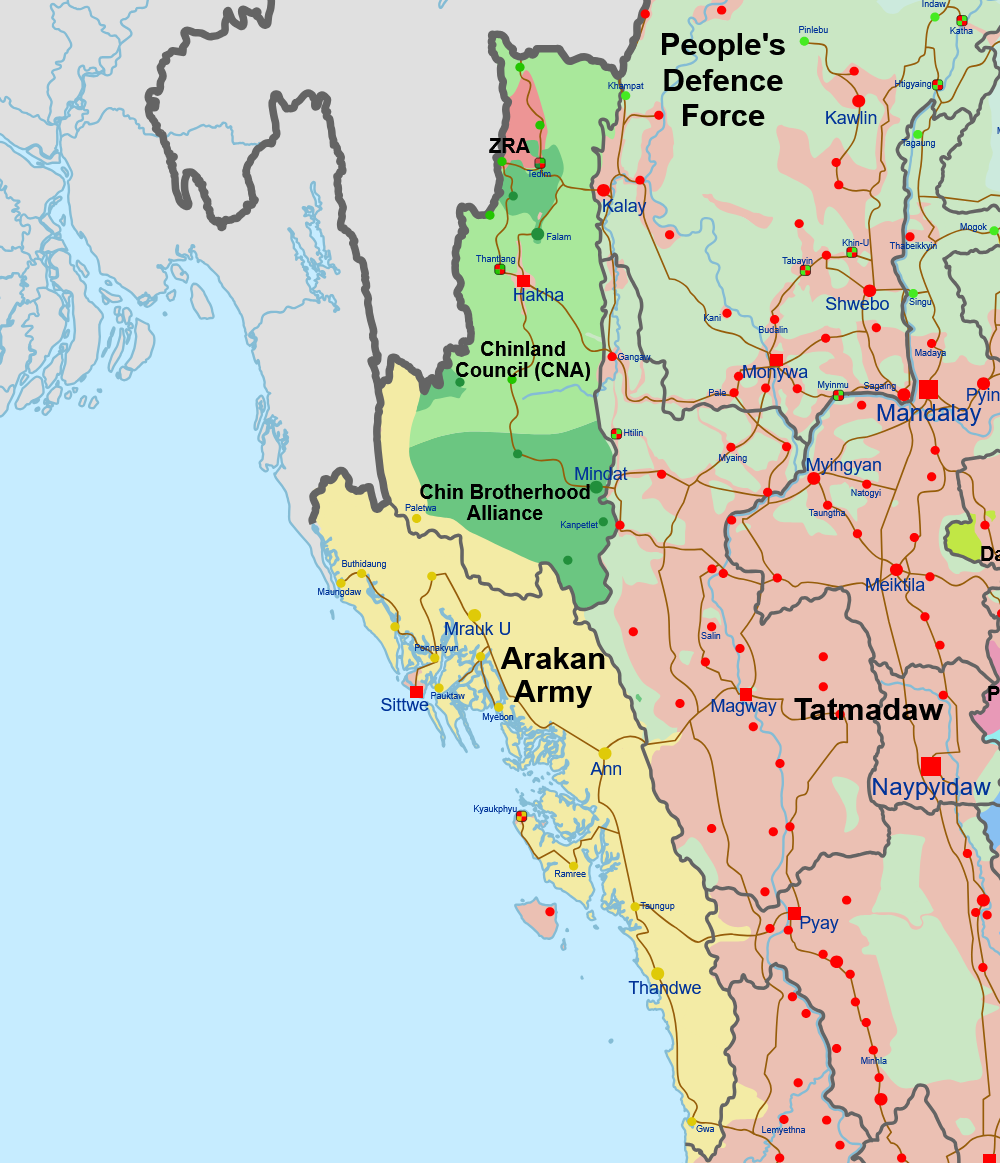
Situation im Arakan-Staat 2025. Gebiete der Arakan Army in Gelb, Gebiete unter der Kontrolle der Tatmadaw (Armee der Zentralregierung) in Rot.

Die Arakan Army (Kurz AA) auch Arakha Army (အာရက္ခတပ်တော်, Araka Tatdaw) ist eine bewaffnete Ethnische Organisation, welche für eine größere Autonomie des Rakhaing-Staates (auch Arakan-Staat) in Myanmar kämpft. 2024 galt sie als eine der mächtigsten Rebellenarmeen im Bürgerkrieg. Die AA wurde am 10. April 2009 gegründet und hatte 2024 eine Stärke von 30.000 Mann. Neben Operationen im Rakhaing-Staat ist die Organisation auch im Chin-Staat, Kachin-Staat und im Shan-Staat aktiv und unterstützte 2024 die Offensive gegen die Militärregierung, Operation 1027. Die AA ist multiethnisch aufgestellt. Auch Mitglieder der Minderheit der Rohingya kämpfen auf Seite der AA. Die meisten Kämpfer werden aber von der Volksgruppe der Arakanesen gestellt. Die meisten Rohingya unterstützen keine der kämpfenden Parteien, sondern sehen sich als Opfer der Kämpfe. Im Jahr 2024 kontrollierte die AA große Teile des Rakhaing-Staats. Der politische Arm der AA ist die United League of Arakan. Es gibt Anschuldigungen, auch die AA wäre an der Vertreibung der Rohingya 2016–2017 beteiligt gewesen. Die AA würde als buddhistische Organisation gelten.
Am 10. April 2024 benannte sich die AA in Arakha Army um. Arakha steht für den Namen der Region Arakan und nicht für die Arakanesen. Mit der Umbenennung sollen alle Volksgruppen im Staat angesprochen werden.
Laut dem Myanmar Peace Monitor war die Mannschaftsstärke 2024 40.000 aktive Kämpfer und damit eine der größten und erfolgreichsten ethnischen Armeen in Myanmar.

## Geschichte
Die AA wurde am 10. April 2009 in Laiza an der chinesischen Grenze im Kachin-Staat von 28 Jugendlichen Arakanesen gegründet. In Laiza befand sich das Hauptquartier der Kachin Independence Army (kurz KIA) und der Kachin Independence Organisation (kurz KIO). Die Gründungsmitglieder arbeiteten hauptsächlich in der Phakant Jade Mine. Bis 2013 war die AA nicht militärisch aktiv. Die Mitglieder der AA wurden aber von der KIA bewaffnet und ausgebildet. Das änderte sich als das Militär den Waffenstillstand mit der KIA und der KIO 2013 brach. Die AA wurde von der KIA im nördlichen Shan-Staat eingesetzt. Die AA wollte eine Front im Arakan-Staat aufbauen und erhielt Unterstützung durch die KIA. Im März 2015 griff die AA Positionen des Militärs der Zentralregierung im Arakan-Staat an. Den Nationalen Waffenstillstandsvertrag unterschrieb die AA inn Oktober 2015 nicht, obwohl sie von der Zivilregierung dazu eingeladen worden ist. Die AA bekämpfte 2017 im Arakan-Staat Truppen der Arakan Liberation Army (ALA) und die Arakan Liberation Party (ALP) und stürmten deren Hauptquartier an der Grenze zu Indien am 1. September 2017. Im Gegensatz zur ALA war die AA nicht an den Ausschreitungen von buddhistischen Extremisten gegen die Rohingyas beteiligt. Die AA bekämpfte Regierungstruppen, welche gegen die Arakan Rohingya Salvation Army (kurz ARSA) vorgingen welche im August 2017 die Regierungstruppen angegriffen hatten. Die Vertreibung von 800.000 Rohingya konnte oder wollte die AA aber nicht verhindern. Im Gegensatz zur ALA war die AA bei der Bevölkerung beliebt. Auch gemäßigten Muslim unterstützten die AA die eigentlich buddhistisch geprägt ist. 2017 bestand die AA nach einigen Quellen aus 300 Kämpfern im Arakan-Staat und 200 Kämpfern unter dem Kommando der KIA im Kachin-Staat. Andere Quellen gehen von 2.500 Kämpfern aus. Am 19. April 2017 trat die ULA und die AA dem Federal Political Negotiation and Consultative Committee bei, einer Gruppe von bewaffneten ethnischen Organisationen, welche den Waffenstillstandsvertrag nicht unterschrieben hatten. Die AA wurde danach von der chinafreundlichen United Wa State Army (kurz UWSA) mit Waffen, Munition und Personal unterstützt. Auch die KIA, und KIO unterstützten die AA. Nach schweren Gefechten 2019 und 2020 stimmte die AA Ende 2020 einem Waffenstillstand zu. Zu diesem Zeitpunkt kontrollierte sie schon wesentliche Teile des Arakan-Staates und die ULA baute eine Verwaltung in diesen Gebieten auf.
Nach dem Militärputsch am 1. Februar 2021 hielt sich die AA zunächst an den 2020 geschlossenen Waffenstillstand. Sie hatte die Zeit von COVID und den Frieden genutzt sich neu zu organisieren und neue Einheiten aufzubauen. Nach Angriffen der Militärregierung im Juli 2022 auf Stellungen der AA, nahm diese den Kampf wieder auf. Im November 2022 kam es einem zeitweiligen Waffenstillstand. Im Oktober 2023 war die AA an der Operation 1027 maßgeblich beteiligt und unterstützte diese mit 15.000 Mann im Shan-Staat. 2024 betrug die Stärke der AA 30.000 Mannschaften und die AA kontrollierte große Teile des Arakan-Staates.
Anfang 2025 führte die AA eine Wehrpflicht ein. Alle Männer zwischen 18 und 45, und alle Frauen zwischen 18 und 35 sind verpflichtet einen 2 monatigen Grundkurs zu absolvieren. Auch sind sie verpflichtet 2 Jahre in einer der Kompanien der AA zu dienen. Ob die Zwangsrekrutierten nur zur Verteidigung ihrer eigenen Gebiete oder auch in Offensivoperationen gegen die Zentralregierung eingesetzt werden sollen, war 2025 ungeklärt. Anfang 2015 kontrollierte die AA 14 von 17 Townships im Staat. Nur Sittwe, Kyaukphyu und die Insel Manaung befanden sich noch unter der Kontrolle der Zentralregierung.

## Verwechslungsgefahr
Die United League of Arakan darf nicht mit dem Arakan National Council verwechselt werden welche 2009 ebenfalls eine bewaffnete Einheit mit dem Namen Arakan Army gegründet hat. Sie darf auch nicht mit der Arakan Liberation Army (kurz ALA) und der Arakan Liberation Party (kurz ALP) verwechselt werden und auch nicht mit der Arakan Rohingya Salvation Army (kurz ARSA).